# Мурахолов чорноголовий
Мурахоло́в чорноголо́вий (Formicarius nigricapillus) — вид горобцеподібних птахів родини мурахоловових (Formicariidae).

## Поширення
Ареал виду розділений на дві частини. Птах поширений у Коста-Риці та на заході Панами, друга частина ареалу лежить уздовж тихоокеанського узбережжя Колумбії та Еквадору.

## Опис
Птах завдовжки 18 см, вагою 58—68 г. Тіло міцне з короткими закругленими крилами, довгими і сильними ніжками і коротким квадратним хвостом. Оперення темно-коричневого кольору, на голові, спині та грудях чорного кольору, а хвіст червоно-коричневий. Дзьоб довгий і тонкий, чорного кольору.

## Спосіб життя
Мешкає у вологих лісах з густим підліском. Трапляється поодинці або парами, проводячи більшу частину дня за пошуком поживи, тримаючись головним чином на землі чи недалеко від неї. Завжди напоготові сховатись у гущі рослинності при найменшому підозрілому шумі. Живиться комахами та іншими дрібними безхребетними. Сезон розмноження триває з грудня по червень. Гнізда облаштовує у дуплах. У гнізді 2 білих яйця. Про пташенят піклуються обидва батьки.